# Heteronotus poupougni
Heteronotus poupougni är en insektsart som beskrevs av Boulard 1980. Heteronotus poupougni ingår i släktet Heteronotus och familjen hornstritar. Inga underarter finns listade i Catalogue of Life.